# Hipparchia miguelensis
Hipparchia miguelensis är en fjärilsart som beskrevs av Le Cerf 1935. Hipparchia miguelensis ingår i släktet Hipparchia och familjen praktfjärilar. IUCN kategoriserar arten globalt som livskraftig. Inga underarter finns listade i Catalogue of Life.